# Estación de Beja
La Estación Ferroviaria de Beja, igualmente conocida como Estación de Beja, es una plataforma ferroviaria de la Línea de Alentejo y del Ramal de Moura, que sirve a la ciudad de Beja, en el Distrito de Beja, en Portugal.

## Descripción

### Localización y accesos
Esta plataforma se encuentra junto a la Avenida de la Estación Ferroviaria, en la localidad de Beja.

### Clasificación y características físicas
En 2004, esta plataforma tenía la clasificación D de la Red Ferroviaria Nacional, y disponía de un servicio de información al público de la Red Ferroviaria Nacional; poseía, igualmente, tres vías de circulación, donde se pueden efectuar maniobras, limpieza de vagones, y abastecimiento de gasóleo
En enero de 2011, continuaba teniendo tres vías de circulación, dos con 658 metros de longitud, y la restante, con 388 metros; las plataformas tenían 216 y 194 metros de extensión, y 65 a 45 centímetros de altura.

## Historia

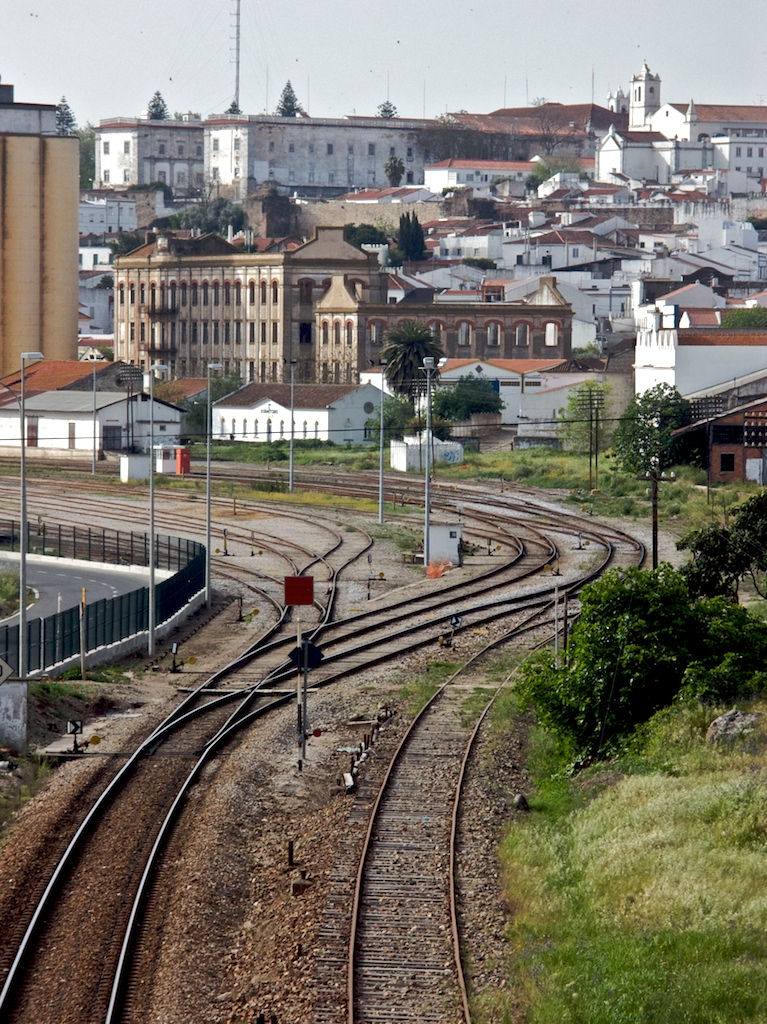
Entrada Norte de la Estación de Beja.

### Inauguración
El tramo entre Vendas Novas y Beja del Ferrocarril del Sur abrió a la explotación el 15 de febrero de 1864.

### SigloXX
En 1902, fueron presentados aparejos de iluminación a petróleo Kitson para grandes recintos en la Estación de Barreiro, previéndose su instalación en la Estación de Beja. En 1932, se concluyó la construcción de un dormitorio para el personal, con capacidad para dieciocho camas, y, al año siguiente, se procedió a la mejora en la toma de agua. En 1934, fueron aprobadas obras de prolongación del muelle cubierto en esta estación. La decoración de la estación fue efectuada por el artista Jorge Colaço.
En mayo de 1993, se realizó un viaje de la Asociación Portuguesa de los Amigos de los Ferrocarriles entre Beja y Évora, utilizando una composición remolcada por una locomotora a vapor.

### Siglo XXI
Todos los servicios ferroviarios fueron suspendidos el 10 de mayo de 2010, en la secuencia de un proyecto de remodelación de la Línea de Alentejo llevado a cabo por la Red Ferroviaria Nacional, pasando los servicios Intercidades a ser efectuados por autobuses;  el 14 de junio del mismo año, fue retomado el servicio regional, por vía ferroviaria, entre Beja y Alcazobas.

### Supresión de los servicios regionales
La operadora Comboios de Portugal retiró todos los servicios regionales entre Beja y Funcheira el 1 de  enero de 2012, debido a la reducida rentabilidad económica en este tramo, motivada por la baja demanda.